# The Blue Room (Union)
The Blue Room è il secondo album in studio del gruppo musicale statunitense Union, pubblicato nel 2000.

## Tracce
1. Do Your Own Thing – 4:32
2. Dead – 3:35
3. Everything's Alright – 5:17
4. Shine – 5:35
5. Who Do You Think You Are – 4:40
6. Dear Friend – 5:22
7. Do You Know My Name – 4:58
8. Hypnotized – 4:48
9. I Wanna Be – 5:20
10. No More – 4:37

## Formazione
- John Corabi - chitarra, voce
- Brent Fitz - batteria
- Jamie Hunting - basso
- Bruce Kulick - chitarra, voce (in Dear Friend)